# Aleksandar Sever
Aleksandar Sever, rimski car (222. – 235.).
Sin Julije Mameje i Elagabalov rođak. Revidirao je poreze i smanjio troškove za vojsku. U njegovo doba u Partiji na vlast dolaze perzijski prvaci koji osnivaju dinastiju Sasanida. Godine 230. Perzijanci su pod vodstvom sasanidskog kralja Ardašira počeli ugrožavati najistočnije rimske provincije, prvenstveno Siriju i Kapadokiju. Car ih je 232. uspio poraziti, ali uz vrlo velike gubitke. Ubrzo nakon toga su Germani provalili preko Rajne i Dunava na zapadni teritorij Carstva. Našavši se u nevolji, car je s njima sklopio vrlo nepovoljan mir ustupcima, čak i novcem. Vojska se zbog toga demoralizirala i ubila ga, u logoru kod Mainza u današnjoj Njemačkoj, a smrću Aleksandra Severa prestaje postojati dinastija Severa. 
| Prethodnik:              | Rimski carevi | Nasljednik:                     |
| Heliogabal (218. – 222.) | Rimski carevi | Maksimin Tračanin (235. – 238.) |

### Ostali projekti
|  | Zajednički poslužitelj ima stranicu o temi Aleksandar Severus |